# Nycteroleter
Nycteroleter is een geslacht van uitgestorven nycteroleteride parareptielen, bekend uit het Midden-Perm van Europees Rusland. Fossielen werden voor het eerst gevonden in de rivier de Mezen, in de buurt van Archangelsk. Binnen de Nycteroleteridae wordt het beschouwd als het nauwst verwant aan Emeroleter. Zijn benen waren echter korter dan die van Emeroleter en zijn schedel was platter. Nycteroleter was insectivoor, en kan een nachtdier zijn geweest. Het was een klein dier, nog geen meter lang.
De typesoort Nycteroleter ineptus werd in 1938 benoemd door Efremow. De geslachtsnaam betekent 'nachtelijke sluipmoordenaar' in het Grieks. De soortaanduiding betekent 'onbekwaam' in het Latijn.
Het holotype is PIN 158/9, een schedel.
In 1955 werd de tweede soort Nycteroleter kassini benoemd. Dat werd later het aparte geslacht Nyctiboetus.
In 1956 werd de derde soort Nycteroleter ultimus benoemd. De soortaanduiding betekent 'de laatste' in het Latijn. Het holotype is PIN 521/104, een dentarium.

## Classificatie
Nycteroleter is geclassificeerd als een basaal lid van Procolophonia, verwant aan de Pareiasauridae. Het is niet zeker of de nycteroleteriden een monofyletische of polyfyletische groep vormden, aangezien Rhipaeosaurus meer lijkt op pareiasauriden dan op andere nycteroleteriden. Voorheen was het onzeker of nycteroleteriden parareptielen of reptielachtige amfibieën waren.